# Jean Goudoux
Jean Goudoux, né le 23 juillet 1910 à Monceaux-sur-Dordogne (Corrèze) et mort le 15 septembre 1963 à Brive-la-Gaillarde (Corrèze), est un homme politique français.

## Biographie
Issu d'une famille paysanne modeste, Jean Goudoux travaille comme ouvrier dans le bâtiment à Aurillac, puis à partir de 1929 à Brive.
En 1933, il adhère au Parti communiste, et devient rapidement responsable des Jeunesses communistes locales, avant d'accéder au poste de secrétaire de la section du Brive du parti en 1936.
Cette même année, il porte les couleurs du Parti communiste lors des élections législatives, dans la circonscription de Brive Sud, mais n'est pas élu.
Il s'éloigne des responsabilités politiques lorsque, adhérent à la CGTU dès 1928, il est élu en 1938 secrétaire du syndicat du bâtiment de Brive après la réunification syndicale, puis secrétaire de l'Union départementale CGT de Corrèze l'année suivante.
Mobilisé au début de la Seconde Guerre mondiale, il est arrêté pour ses activités politiques en décembre 1939, et condamné à cinq ans de prison. Déporté en Algérie en janvier 1941, il est libéré le 12 décembre 1943 après le débarquement en Afrique du Nord, et s'enrôle dans l'armée d'Afrique en décembre 1943.
Après son retour en France, il devient secrétaire de la fédération communiste de Corrèze dès 1945 et est élu au conseil général de la Corrèze, dans le canton de Brive-Sud, ainsi qu'au conseil municipal de Brive.
Placé en deuxième position sur la liste du PCF pour l'élection de la première assemblée constituante en novembre 1945, il est élu député, et réélu en juin et novembre 1946, dans la même configuration.
En 1950, il abandonne la direction fédérale du parti.
L'année suivante, il mène la liste communiste, qui obtient 37,6 % des voix en Corrèze, et est de nouveau réélu.
À l'assemblée, il se consacre surtout à la défense des intérêts de son département, intervenant pour l'indemnisation des victimes des crues de la Corrèze en 1950 et 1953, prenant la défense du renforcement de la ligne Paris-Aurillac-Béziers, ou de l'aménagement des barrages d'Uzerche et Hautefage.
Candidat malheureux aux législatives de 1958, il se présente vainement à celle de 1962, mais se consacre principalement à ses mandats locaux, qu'il occupe jusqu'à sa mort prématurée, à l'âge de 53 ans, en 1963.

## Détail des fonctions et des mandats
Mandats parlementaires
- 21 octobre 1945 - 10 juin 1946 : Député de la Corrèze
- 2 juin 1946 - 27 novembre 1946 : Député de la Corrèze
- 10 novembre 1946 - 4 juillet 1951 : Député de la Corrèze
- 17 juin 1951 - 1er décembre 1955 : Député de la Corrèze
- 2 janvier 1956 - 8 décembre 1958 : Député de la Corrèze